# Collaborative Arts Project 21
Collaborative Arts Project 21, ofta förkortat till CAP21, är en yrkesskola och ett teaterkompani för blivande musikalartister som producerar off-Broadway-shower i New York. CAP21 har utbildat många skådespelare inom teater, TV och film, bland andra Anne Hathaway och Lady Gaga.